# Pulitzerprijs voor fictie
De Pulitzerprijs voor fictie (Pulitzer Prize for Fiction) is een Amerikaanse literatuurprijs die sinds 1948 wordt uitgereikt voor fictie door een Amerikaans auteur, bij voorkeur voor een werk dat gaat over het leven in Amerika.
De prijs kwam in plaats van de Pulitzer-prijs voor de roman, die van 1918 tot 1947 werd uitgereikt. De naamsverandering was nodig omdat in 1948 voor het eerst een verhalenbundel werd bekroond. De volgende werken en auteurs wonnen de prijs.
- 1948 Tales of the South Pacific James A. Michener
- 1949 Guard of Honor James Gould Cozzens
- 1950 The Way West A. B. Guthrie, Jr. (vertaling: "De trek naar het Westen")
- 1951 The Town Conrad Richter
- 1952 The Caine Mutiny Herman Wouk (vertaling: "Muiterij op de Caine")
- 1953 The Old Man and the Sea Ernest Hemingway
- 1954 (geen uitreiking)
- 1955 A Fable William Faulkner
- 1956 Andersonville MacKinlay Kantor
- 1957 (geen uitreiking)
- 1958 A Death In The Family James Agee (postuum) (vertaling: "Een Sterfgeval in de Familie")
- 1959 The Travels of Jaimie McPheeters Robert Lewis Taylor
- 1960 Advise and Consent Allen Drury
- 1961 To Kill a Mockingbird Harper Lee (vertaling: "Spaar de Spotvogel")
- 1962 The Edge of Sadness Edwin O'Connor (vertaling: "Een vleug van weemoed")
- 1963 The Reivers William Faulkner (vertaling: "De rovers")
- 1964 (geen uitreiking)
- 1965 The Keepers Of The House Shirley Ann Grau (vertaling: "De wachters van het huis")
- 1966 Collected Stories Katherine Anne Porter
- 1967 The Fixer Bernard Malamud (vertaling: "De Fikser")
- 1968 The Confessions of Nat Turner William Styron (vertaling: "De bekentenissen van Nat Turner")
- 1969 House Made of Dawn N. Scott Momaday
- 1970 Collected Stories Jean Stafford
- 1971 (geen uitreiking)
- 1972 Angle of Repose Wallace Stegner (vertaling: "De fundamenten van ons leven")
- 1973 The Optimist's Daughter Eudora Welty
- 1974 (geen uitreiking)
- 1975 The Killer Angels Michael Shaara
- 1976 Humboldt's Gift Saul Bellow
- 1977 (geen uitreiking)
- 1978 Elbow Room James Alan McPherson
- 1979 The Stories of John Cheever John Cheever
- 1980 The Executioner's Song Norman Mailer (vertaling: "Het lied van de beul")
- 1981 A Confederacy of Dunces John Kennedy Toole (postuum)
- 1982 Rabbit Is Rich John Updike
- 1983 The Color Purple Alice Walker (vertaling: "De Kleur Paars")
- 1984 Ironweed William Kennedy (vertaling: "IJzerkruid")
- 1985 Foreign Affairs Alison Lurie
- 1986 Lonesome Dove Larry McMurtry
- 1987 A Summons to Memphis Peter Taylor
- 1988 Beloved Toni Morrison (vertaling: "Beminde")
- 1989 Breathing Lessons Anne Tyler
- 1990 The Mambo Kings Play Songs of Love Oscar Hijuelos
- 1991 Rabbit At Rest John Updike (vertaling: "Rabbit rust")
- 1992 A Thousand Acres Jane Smiley
- 1993 A Good Scent from a Strange Mountain Robert Olen Butler (vertaling: "Geuren van een berg")
- 1994 The Shipping News E. Annie Proulx (vertaling: "Scheepsberichten")
- 1995 The Stone Diaries Carol Shields (vertaling: "De Stenen Dagboeken")
- 1996 Independence Day Richard Ford (vertaling: "Onafhankelijkheidsdag")
- 1997 Martin Dressler: The Tale of an American Dreamer Steven Millhauser
- 1998 American Pastoral Philip Roth (vertaling: "Amerikaanse pastorale")
- 1999 The Hours Michael Cunningham (vertaling: "De Uren")
- 2000 Interpreter of Maladies Jhumpa Lahiri (vertaling: "Een Tijdelijk Ongemak")
- 2001 The Amazing Adventures of Kavalier & Clay Michael Chabon
- 2002 Empire Falls Richard Russo (vertaling: "Empire Falls")
- 2003 Middlesex Jeffrey Eugenides
- 2004 The Known World Edward P. Jones (vertaling: "De bekende wereld")
- 2005 Gilead Marilynne Robinson
- 2006 March Geraldine Brooks
- 2007 The Road Cormac McCarthy (vertaling: "De Weg")
- 2008 The Brief Wondrous Life of Oscar Wao Junot Díaz (vertaling: "Het korte maar wonderbare leven van Oscar Wao")
- 2009 Olive Kitteridge Elizabeth Strout (vertaling: ''Winter'')
- 2010 Tinkers Paul Harding (vertaling: "Kwikzilver")
- 2011 A Visit from the Goon Squad Jennifer Egan (vertaling: "Bezoek van de knokploeg")
- 2012 (geen uitreiking)
- 2013 The Orphan Master's Son Adam Johnson (vertaling: ''Gestolen leven'')
- 2014 The Goldfinch Donna Tartt (vertaling: "Het puttertje")
- 2015 All the Light We Cannot See Anthony Doerr (vertaling: "Als je het licht niet kunt zien")
- 2016 The Sympathizer Viet Thanh Nguyen (vertaling: "De sympathisant")
- 2017 The Underground Railroad Colson Whitehead (vertaling: "De ondergrondse spoorweg")
- 2018 Less Andrew Sean Greer (vertaling: ''De glorieuze reis van Arthur Less'')
- 2019 The Overstory Richard Powers (vertaling: "Tot in de hemel")
- 2020 The Nickel Boys Colson Whitehead (vertaling: "De jongens van Nickel")
- 2021 The Night Watchman Louise Erdrich (vertaling: "De Nachtwaker")
- 2022 The Netanyahus Joshua Cohen
- 2023 Trust Hernan Diaz (vertaling: "Vermogen") en Demon Copperhead Barbara Kingsolver
- 2024 Night Watch Jayne Anne Phillips